# Stazione di Thun
La stazione di Thun è la principale stazione ferroviaria a servizio dell'omonima città svizzera. Era gestita congiuntamente dalle Ferrovie Federali Svizzere e da BLS Netz; dal 1º gennaio 2025 la gestione è stata affidata esclusivamente a BLS Netz.